# زالاسنت‌بالاژ
زالاسنت‌بالاژ (به مجاری:  Zalaszentbalázs) یک منطقهٔ مسکونی در مجارستان است که در زالا واقع شده‌است.